# Sunkrish Bala

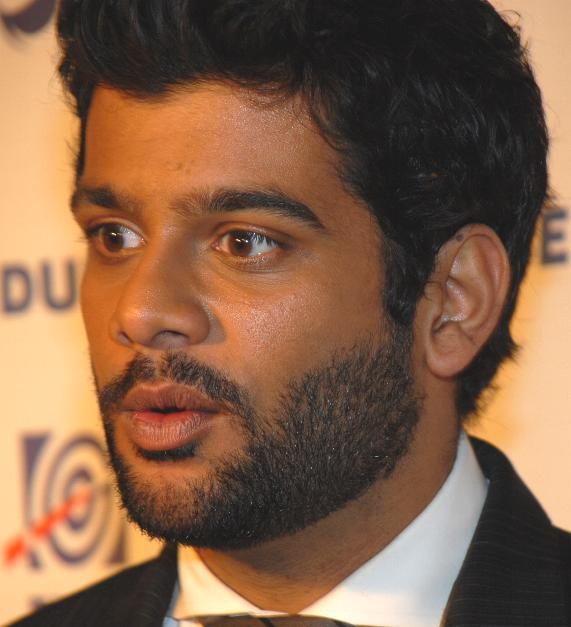
Sunkrish Bala

Sunkrish Bala (Tamil: சுன்க்ரிஷ் பாலசுப்ரமணியன்; * 21. Mai 1984 in Mumbai als Sunkrish Balasubramanian) ist ein indisch-US-amerikanischer Schauspieler.

## Leben und Karriere
Sunkrish Bala wurde in Mumbai geboren und ist Tamil-Abstammung. An einem unbekannten Zeitpunkt ging er in die USA und schloss dort 2002 das Bellarmine College Preparatory in San José, Kalifornien ab. 2006 folgte der Abschluss in  an der Schule für Theater, Film und Fernsehen der University of California, Los Angeles. Der Schauspieler Kal Penn drängte ihn dazu, sich der Schauspielerei zuzuwenden.
Seit 2005 ist Bala als Schauspieler aktiv. Er war zunächst in kleinen Gastrollen etwa in CSI: NY, Criminal Minds, Grey’s Anatomy oder Huff – Reif für die Couch zu sehen. Weitere Gastrollen folgten, bevor er von 2007 bis 2010 die wiederkehrende Rolle des Eric in der Serie Ganz schön schwanger übernahm. Auch in I Just Want My Pants Back, Awkward – Mein sogenanntes Leben und Shameless übernahm er wiederkehrende Rollen. Größere, auch internationale Bekanntheit, erlangte er jedoch vor allem in der Rolle des Dr. S aus der vierten Staffel von The Walking Dead. 
Von 2015 bis 2016 wirkte er als Vikram Singh in Castle mit. 2017 übernahm er in der vierten Staffel von Silicon Valley die Rolle des Garrett.

## Filmografie (Auswahl)
- 2005: CSI: NY (Fernsehserie, Episode 1x20)
- 2005: Criminal Minds (Fernsehserie, Episode 1x04)
- 2005: Will & Grace (Fernsehserie, Episode 8x08)
- 2005: Grey’s Anatomy (Fernsehserie, Episode 2x10)
- 2005–2006: Barbershop (Fernsehserie, 4 Episoden)
- 2005–2007: My Name Is Earl (Fernsehserie, 2 Episoden)
- 2006: American Blend
- 2006: Huff – Reif für die Couch (Huff, Fernsehserie, Episode 2x07)
- 2006: Vanished (Fernsehserie, Episode 1x01)
- 2007–2010: Ganz schön schwanger (Notes from the Underbelly, Fernsehserie, 23 Episoden)
- 2009: Bones – Die Knochenjägerin (Bones, Fernsehserie, Episode 4x15)
- 2009: Lie to Me (Fernsehserie, Episode 1x08)
- 2009: Albino Farm
- 2009: Body Politic (Fernsehfilm)
- 2010: Brothers & Sisters (Fernsehserie, Episode 4x11)
- 2010: Another Harvest Moon
- 2011: Harry’s Law (Fernsehserie, Episode 1x01)
- 2011: Friends with Benefits (Fernsehserie, Episode 1x06)
- 2011–2012: I Just Want my Pants Back (Fernsehserie, 12 Episoden)
- 2011–2012: Awkward – Mein sogenanntes Leben (Awkward, Fernsehserie, 4 Episoden)
- 2012: The Secret Lives of Wives (Fernsehfilm)
- 2013: Mistresses (Fernsehserie, Episode 1x01)
- 2013: Shameless (Fernsehserie, 3 Episoden)
- 2013: Body of Proof (Fernsehserie, Episode 3x11)
- 2013: Austin & Ally (Fernsehserie, Episode 2x26)
- 2013: Navy CIS: L.A. (Fernsehserie, Episode 5x05)
- 2013: The Walking Dead (Fernsehserie, 4 Episoden)
- 2014: Switched at Birth (Fernsehserie, Episode 3x20)
- 2014: Hollows Grove
- 2014: Modern Family (Fernsehserie, Episode 6x10)
- 2015: Hot in Cleveland (Fernsehserie, Episode 6x10)
- 2015: Navy CIS (NCIS, Fernsehserie, Episode 12x17)
- 2015: Scorpion (Fernsehserie, Episode 1x21)
- 2015: This Is Why We’re Single (Fernsehserie, Episode 2x02)
- 2015: You’re the Worst (Fernsehserie, 3 Episoden)
- 2015–2016: Castle (Fernsehserie, 10 Episoden)
- 2016: Chee and T
- 2016: Killing Poe
- 2016: The Thinning
- 2017: Code Black (Fernsehserie, Episode 2x12)
- 2017: Two Sentence Horror Stories (Fernsehserie, Episode 1x02)
- 2017: Lifetime (Fernsehserie, 2 Episoden)
- 2017–2019: Silicon Valley (Fernsehserie, 4 Episoden)
- 2018: SEAL Team (Fernsehserie, Episode 1x12)
- 2018: Adam Ruins Everything (Fernsehserie, Episode 2x18, Stimme)
- 2018: Couch People (Fernsehserie, 3 Episoden)
- 2019: Nick für ungut (No Good Nick, Fernsehserie, Episode 1x08)
- 2019: Neurotica. (Fernsehserie, Episode 1x01)
- 2020: Little America (Fernsehserie, Episode 1x01)
- 2020: Bad Therapy
- 2020: Dead to Me (Fernsehserie, Episode 2x03)
- 2020: Family Guy (Fernsehserie, 2 Episoden, Stimme)
- 2022: Candy: Tod in Texas (Miniserie, Episode 1x01)